# كأس تونس للكرة الطائرة للرجال 1965–66
كأس تونس للكرة الطائرة للرجال 1966-1965 هو الموسم رقم 10 من كأس تونس للكرة الطائرة للرجال.

فاز بهذا الموسم الترجي الرياضي التونسي.

## روابط خارجية
- الموقع الرسمي للجامعة التونسية للكرة الطائرة.